# Список послов Польши в Казахстане
В статье представлен список послов Польши в Казахстане.

## Хронология дипломатических отношений
Дипломатические отношения между Польшей и Казахстаном были установлены в 1992 году. Посольство Польши в Казахстане открылось 20 марта 1994 года.

## Дипломатические представительства Польши в Казахстане
В Казахстане действуют следующие представительства Польши:
- Посольство Республики Польша в Казахстане;
- Генеральное консульство Республики Польша в Алматы.

## Список послов
| Срок полномочий | Посол                                             |
| --------------- | ------------------------------------------------- |
| 1994—2000       | Марек Гавенцкий (пол. Marek Gawęcki)              |
| 2000—2004       | Здислав Новицкий (пол. Zdzisław Nowicki)          |
| 2004—2007       | Владислав Соколовский (пол. Władysław Sokołowski) |
| 2007—2010       | Павел Чепляк (пол. Paweł Cieplak)                 |
| 2011—2015       | Яцек Ключковский (пол. Jacek Kluczkowski)         |
| 2015—2016       | Мачей Ланг (пол. Maciej Lang)                     |
| 2017—2023       | Селим Хазбиевич (пол. Selim Chazbijewicz)         |